# Джейкс-Корнер (Аризона)
Джейкс-Корнер (англ. Jakes Corner) — переписна місцевість (CDP) в США, в окрузі Гіла штату Аризона. Населення — 98 осіб (2020).

## Географія
Джейкс-Корнер розташований за координатами 34°0′30″ пн. ш. 111°19′13″ зх. д. / 34.00833° пн. ш. 111.32028° зх. д. (34.008248, -111.320208).  За даними Бюро перепису населення США в 2010 році переписна місцевість мала площу 3,68 км², з яких 3,68 км² — суходіл та 0,00 км² — водойми.

## Демографія
Згідно з переписом 2010 року, у переписній місцевості мешкало 76 осіб у 53 домогосподарствах у складі 15 родин. Густота населення становила 21 особа/км².  Було 81 помешкання (22/км²).
Расовий склад населення:
| - 96,1 % — білих - 1,3 % — чорних або афроамериканців |

До двох чи більше рас належало 2,6 %. Частка іспаномовних становила 3,9 % від усіх жителів.
За віковим діапазоном населення розподілялося таким чином: 1,3 % — особи молодші 18 років, 54,0 % — особи у віці 18—64 років, 44,7 % — особи у віці 65 років та старші. Медіана віку мешканця становила 62,7 року. На 100 осіб жіночої статі у переписній місцевості припадало 123,5 чоловіків;  на 100 жінок у віці від 18 років та старших — 120,6 чоловіків також старших 18 років.
Цивільне працевлаштоване населення становило 11 осіб. Основні галузі зайнятості: публічна адміністрація — 54,5 %, мистецтво, розваги та відпочинок — 45,5 %.